# El Mosquito, Oaxaca
El Mosquito är en ort i Mexiko.   Den ligger i kommunen Santa Catarina Juquila och delstaten Oaxaca, i den sydöstra delen av landet, 400 km sydost om huvudstaden Mexico City. El Mosquito ligger 777 meter över havet och antalet invånare är 102.
Terrängen runt El Mosquito är lite bergig. Runt El Mosquito är det ganska tätbefolkat, med 65 invånare per kvadratkilometer. Närmaste större samhälle är San Miguel Panixtlahuaca, 19,7 km nordväst om El Mosquito. I omgivningarna runt El Mosquito växer huvudsakligen savannskog.